# フィッター (ゲーム)
『フィッター』(FITTER)は、1981年にタイトーから発売されたアーケードゲームである。
英語版であるRound-Upはアメリカの企業センチュリ(en:Centuri)からリリースされた。

## 概要
4方向レバーで自機（YOUR ROBOT）を操作し、4体のモンスターを避けながら中央にある3×3の白球を全て赤に変えることがゲームの目的。ボタンはボーナスステージのみ使用する。タイトー初となるナムコフォント（アタリフォント）を使用。

### ルール
- 自機は迷路内に散らばる赤と白のキャラクターロボットと接触すると、自機の色がその色に変わる。
- 中央の球に縦または横から突入すると、突入した側の球が自機の色に変化し、同時に球の色が1つずつずれる。また、反対側に自機が移動し、自機の色は常に白に戻る。

　　　　　　　○○●　←　 自機 

　 自機 　←　○●●
- 壁がある通路からは球に突入出来ない。また、立体交差になっている通路がある。
- モンスターを撃退することは不可能だが、王冠を被ったレッドキングと接触するとモンスターが一定時間停止し、その間はモンスターを通り抜けることが出来る。
- 球を全て赤に変更するとステージクリア。

## ELECTRONICS CUBE
ステージクリアすると、ボーナスステージとなる。3×3（4×4）のキューブに3色（4色）のブロックが並べられており、レバーでブロックの移動方向を指定し、ボタンを押すと1つずつ移動する。90秒以内にフィニッシュパターン通りにブロックを並べれば完成となり、ボーナス点が加算される。完成すると残り時間が引き継がれて次のパターンに進む。
パターンは16種類あり、パターン1から3までは3×3のキューブ、パターン4から16までは4×4のキューブとなり、パターン16を完成するとパターン1に戻る。

## キャラクター
- プレイヤー（YOUR ROBOT）

自機。
- キャラクターロボット

赤と白の2種類。プレイヤーが接触すると、その色に変化する。移動速度は遅い。
- レッドキング

王冠を被ったキャラクターロボット。接触すると赤に変化し、画面上のキャラクターロボットが全て赤に変わる。さらに、移動中のモンスターが一定時間停止する。停止中はモンスターに接触してもミスにならない。
- モンスター

BOSS、BOSS'S GIRL、BOSS'S SON、BOSS'S GRANDSONの4種類いる。接触するとミス。長時間クリアしないと移動速度が早くなる。
- スレーブモンスター

外見は黄色いキャラクターロボット。接触してもミスにならないが、画面上のキャラクターロボットが全て白に変わる。

## 移植作品
家庭用ゲーム機への移植はないが、電子ゲーム版で2種類発売された。
- フィッター（学習研究社）
- FLチェンジマン（バンダイ） 1982年に発売、7600円[1]。